# Kamiji
Pour l’article homonyme, voir Kamiji (territoire).
Kamiji est une localité, chef-lieu du territoire éponyme de la province de Lomami en république démocratique du Congo.

## Géographie
La localité est située sur la route RS 818 à 206 km à l'est du chef-lieu provincial Kabinda.

## Administration
Chef-lieu territorial de 3 335 électeurs recensés en 2018, la localité a le statut de commune rurale de moins de 80 000 électeurs, elle compte 7 conseillers municipaux en 2019.